# Simulószó
A simulószó – a szakirodalomban gyakran: klitikum – olyan, hangsúlytalan mondatelem (morféma), amely a kötött morfémák leggyakoribb, tipikus fajtájától, a toldalékoktól abban különbözik, hogy nem szigorúan meghatározott kategóriájú kifejezésekhez kapcsolódik. A simulószó nem állhat önmagában (például egy kérdésre adott válaszban), azonban – nyelvtől függően – megengedi más elemek beékelődését közé és a szó közé, amelyhez tartozik.
Például a franciában az alanyi névmások (je, tu, il, elle stb.) nem szabad morfémák, de az igeragokkal szemben nem rögzített a pozíciójuk az igetőhöz képest. Nem kell közvetlenül megelőzniük a ragozott igealakot, követheti őket más hangsúlytalan névmás is: pl. je te vois ’(én téged) látlak’ – ahol a tárgyas névmás az alanyi és a ragozott igealak között áll.
Hasonlóképpen, a spanyolban simulószók a részes, illetve tárgyesetű személyes névmások. Ezek mindig ragozott igealakhoz vagy igenévhez tapadnak, és állhatnak az ige előtt (pl. le digo ’mondom neki’, me ama ’szeret engem’) vagy utánuk (pl. dile ’mondd meg neki’, amándote ’szeretve téged’, mirarla ’nézni őt’). Szintén megengedik más hangsúlytalan névmások közbeékelődését: pl. te lo digo ’mondom neked (azt)’.
A magyarban simulószó például az állítmányhoz tapadó -e kérdőszócska (pl. Tudod-e?), vagy az is, amely gyakorlatilag bármilyen kategóriájú kifejezéshez simulhat, de fonológiailag rögzített módon: utána kell állnia hangsúlytalanul (pl. Jánost is; alszik is; be is csöngetett).
Az angolban ilyen az ’s birtokjel (pl. John’s book ’János könyve’). A latinban a -que ’és, meg’ szócska (pl. Senatus Populusque Romanus ’római szenátus és nép’), amely mindig névszóhoz tapad.
Ha a simulószó megelőzi azt a kifejezést, amelyhez tartozik, proklitikumnak, ha pedig követi, enklitikumnak nevezik. Vannak nyelvek, amelyekben a tő és a toldalék (rag) közé is beékelődhet (pl. portugál querer-me-ia ’szeretne engem’), ebben az esetben mezoklitikumnak hívják.

## A simulószók jellemzői
A fentieket összegezve, a simulószók a következő sajátosságokkal rendelkeznek:
- Átmenetet képeznek a toldalékok (kötött morfémák) és a szavak (szabad morfémák) között (azaz fonológiailag kötöttek, de szintaktikailag szabadabbak a toldalékoknál és a képzőknél).
- A (tag)mondat vagy kifejezés szintjén jelennek meg (tehát nyelvészeti értelemben véve szavak).
- Nem állhatnak a diskurzus önálló elemként (azaz nem lehetnek önálló mondatok), csak egy másik szóhoz csatolva.
- Gyakran inkább nyelvtani, mint lexikális jelentéssel bírnak (funkciószavak).
- A szókincs egy zárt (nem bővíthető) osztályát képviselik (általában névmások, elöljárók, kötőszók vagy segédigék).
- A toldalékokkal, ragokkal, képzőkkel ellentétben többféle szintaktikai kategóriával állhatnak (például az újlatin nyelvekben a hangsúlytalan személyes névmások tapadhatnak ragozott igéhez és igenevekhez is).
- Mindig hangsúlytalanok: a kísért szóval alkotnak fonológiai egységet.
- Írásban többnyire különálló (vagy a kísért szóhoz kötőjellel, aposztróffal stb. kapcsolt) szóként jelennek meg, ellentétben a képzőkkel és a ragokkal.

## Fordítás
- Ez a szócikk részben vagy egészben  a   Clítico című spanyol Wikipédia-szócikk fordításán alapul.  Az eredeti cikk szerkesztőit annak laptörténete sorolja fel. Ez a jelzés csupán a megfogalmazás eredetét és a szerzői jogokat jelzi, nem szolgál a cikkben szereplő információk forrásmegjelöléseként.
- Ez a szócikk részben vagy egészben  a   Clitic című angol Wikipédia-szócikk fordításán alapul.  Az eredeti cikk szerkesztőit annak laptörténete sorolja fel. Ez a jelzés csupán a megfogalmazás eredetét és a szerzői jogokat jelzi, nem szolgál a cikkben szereplő információk forrásmegjelöléseként.